# Ilija Lupulesku
Ilija Lupulesku (født 30. oktober 1967) er en jugoslavisk/serbisk bordtennisspiller som deltog i de olympiske lege 1988 i Seoul, 1992 i Barcelona, 1996 i Atlanta, 2000 i Sydney og 2004 i Athen.
Lupulesku vandt en sølvmedalje i bordtennis under Sommer-OL 1988 i Seoul. Sammen med Zoran Primorac kom han på en andenplads i doubleturneringen for mænd efter Chen Longcan/Wei Qingguang fra Kina.

## OL-resultater
- 1988  Sydkorea Seoul –  Sølv i bordtennis, double mænd  Jugoslavien.

## VM-resultater
- 1988  Indien New Delhi –  Sølv i bordtennis, double mænd.